# Raymund Stolze

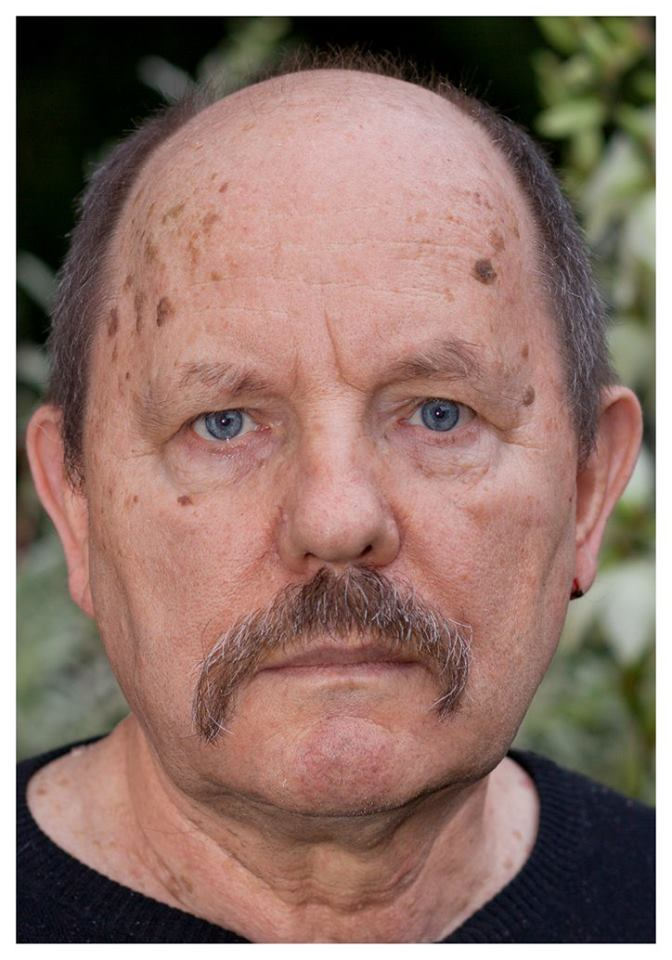
Raymund Stolze (2017)

Raymund Stolze (* 13. Juni 1945 in Gera) ist ein deutscher Journalist und Autor mit Schwerpunkt Schach, Sport und Kultur. Er lebt in Hönow, einem Ortsteil von Hoppegarten. 

## Werdegang
Nach seinem Abitur 1964 war Raymund Stolze ein Jahr Hilfspfleger im Ostberliner Wilhelm-Griesinger-Krankenhaus (Psychiatrie und Neurologie). 1965 begann er ein Medizinstudium an der Humboldt-Universität zu Berlin in Ostberlin. Von 1966 bis 1969 diente er bei der Nationalen Volksarmee. Ab 1969 absolvierte er ein Studium der Volkswirtschaft an der Hochschule für Ökonomie mit Diplomabschluss 1973. Von 1973 bis 1979 war er Redakteur bei der DDR-Nachrichten-Agentur ADN (Allgemeiner Deutscher Nachrichtendienst). Danach arbeitete er von 1979 bis Januar 1988 in der Kulturredaktion der Tageszeitung Junge Welt.
Sein thematisches Gebiet war Film, außerdem hat er zahlreiche Exklusivinterviews geführt, so mit Loriot, Wallraff und Otto; bei der Jungen Welt ist er mit dem Kandidatenfinale von Vilnius zwischen Wassili Smyslow und Garri Kasparow schachjournalistisch tätig geworden. 1984/85 hat er die Partien des scheinbar endlosen WM-Duells zwischen Anatoli Karpow und Garri Kasparow kommentiert. In der Jungen Welt wurde auch ein Projekt Leser kontra Schachcomputer (es war der SC2, der im VEB Mikroelektronik Erfurt entwickelt und 1981 auf der Leipziger Messe vorgestellt wurde) von ihm im sogenannten Freizeit-Magazin betreut, wo später auch die Kasparows Schachschule erschienen ist.
1990 hat er dann die letzten beiden Schach aktuell-Sendungen im DDR-Fernsehen zum WM-Match Kasparow-Karpow moderiert; er hat dabei zu jeder Sendung einen Gast eingeladen, der zum inhaltlich geprägten Rahmen der Sendung passte. Von Februar 1988 bis einschließlich Juni 1999 war er im Sportverlag Berlin, zunächst Stellvertretender Cheflektor und dann nach der Wiedervereinigung Cheflektor; zu seinem Tätigkeitsbereich gehörte dann nicht nur das bemerkenswerte Schachbuchsegment, sondern er war verantwortlich für das komplette Buchprogramm; Der Sportverlag übrigens gehörte zur Ullstein Buchgruppe. Dass die Zeitschrift SCHACH überlebt hat, ist wesentlich ihm zu verdanken, denn mit Hilfe des Springer-Konzerns konnte sie auf seine Initiative hin zum Jahresende 1996 den Schach-Report mit Zustimmung des Kartellamtes übernehmen.
Als den Mitarbeitern des Sportverlages betriebsbedingt zum 31. Dezember 1998 gekündigt wurde, heuerte er nach einer kurzen Arbeitslosigkeit bei der Berliner Morgenpost an und war dann bis zu seiner Berentung am 30. Juni 2010 Freier Fester Mitarbeiter der Sportredaktion. Von 2003 an war er außerdem Lektoratsleiter für Schach bei der EDITION OLMS. Zu den wichtigsten von ihm betreuten Projekten gehörten das siebenbändige Kasparow-Werk "Meine großen Vorkämpfer" und nach dem Tode von Ehrengroßmeister Rudolf Teschner die Herausgabe von drei Bänden mit Schachkolumnen von Helmut Pfleger.

## Schachpublizistische Tätigkeit
Der ehemalige Cheflektor des renommierten Sportverlages Berlin betreut seit 2003 das Schachbuchprogramm der Edition Olms. Stolze war von Juni 2011 bis Januar 2012 DSB-Referent für Öffentlichkeitsarbeit. Von August 2012 bis Juli 2016 widmete er sich ehrenamtlich der Schach-Webseite Schach-Ticker, wofür Franz Jittenmeier und er dann den Deutschen Schachpreis 2015 erhalten haben. Er rettete das Grab von Kurt Richter und hat es durch eine Spendenaktion bis 2028 gesichert.

## Werke
- Raymund Stolze: Umkämpfte Krone. Die Duelle der Schachweltmeister von Steinitz bis Kasparow. 2. Auflage. Sportverlag Berlin, 1988, ISBN 3-328-00273-1.
- Hrsg. von Stolze, Raymund: Sechzehnte Olympische Winterspiele Albertville 1992. Sportverlag, 1995, ISBN 3-328-00508-0.
- Raymund Stolze: Fünfundzwanzigste Olympische Sommerspiele. Barcelona 1992. Sportverlag, 1995, ISBN 3-328-00558-7.
- Raymund Stolze: Fußball Europameisterschaft Schweden 1992. Sportverlag, 1998, ISBN 3-328-00511-0.
- Karsten Müller, Raymund Stolze: Zaubern wie Schachweltmeister Michail Tal. Edition Olms, 2010, ISBN 978-3-283-01007-2.
- Karsten Müller, Raymund Stolze: Kämpfen und Siegen mit Hikaru Nakamura. Edition Olms, 2012, ISBN 978-3-283-01022-5.

## Schach
Der Diplomwirtschaftler spielte selbst erfolgreich Schach. So wurde er 1963 Ostberliner Jugendmeister.
Zwei Spielzeiten 2005/06 und 2006/07 war er Manager der Zweitbundesliga-Mannschaft des SV Glück auf Rüdersdorf und hat in der zweiten Spielzeit Viktor Kortschnoi verpflichtet, der am 4. Februar 2007 gegen Zehlendorf an Brett 1 gewann. Zu seinen sportlichen Erfolgen gehört auch, dass die von ihm als Trainer betreute U12-Mannschaft des SV Glück auf Rüdersdorf bei der Deutschen Vereinsmannschaftsmeisterschaft 2012 in Verden (Aller) Deutscher Meister wurde.
Ein zweites ihm wichtiges Projekt war der Kontakt zur Schachgruppe der Justizvollzugsanstalt Straubing. In den letzten Jahren hat er drei Mini-Fernschachmatche organisiert, wobei den Auftakt Großmeister Robert Rabiega machte. Sie waren zusammen auch zum 60. Jubiläum der Schachgruppe in Straubing, wo Rabiega Simultan spielte.
Aktuell spielt Stolze beim KSC Strausberg in der Regionalliga Ost und gestaltet Trainingsabende.

## Sonstiges
Interessant ist sein Engagement in Sachen Kultur in der Gemeinde Hoppegarten. Seit Dezember 2012 betreut er mit seiner Frau Dr. Gabriele Stolze die Rathaus Galerie Hoppegarten. Es gibt regelmäßig Ausstellungen von Künstlern, Einfach lesen! mit prominenten Autoren, Einfach sehen! mit Dokumentarfilmregisseuren, Einfach hören! in Kooperation mit der Hochschule für Musik »Hanns Eisler« Berlin, sowie die Neuenhagener Begegnungen (Premiere war 2016 mit dem Botschafter der Republik Armenien Aschot Smbatjan).